# جانگ سه-هونگ
جانگ سه-هونگ (انگلیسی: Jang Se-hong؛ زادهٔ ۲۳ اکتبر ۱۹۵۳) کشتی‌گیر اهل کره شمالی بود.
وی در مسابقات کشوری و بین‌المللی در مجموع برندهٔ ۲ مدال نقره شده‌است.